# Klara (företag)
Klara är ett svenskt välfärds- och bemanningsföretag inom privat vård och omsorg och ingår i Ambea. 
Klara tillhandahåller sjukvårdslösningar samt tar vårdgivaransvar inom mobila team när det gäller äldreomsorg, LSS, elevhälsa, logopedi och rehabilitering (sjukgymnaster och arbetsterapeuter). Bemanning inom vård och omsorg sker med hyrsjuksköterskor och socionomkonsulter. Kunder är externa uppdragsgivare såsom kommuner, regioner, skolor och andra privata vård- och omsorgsaktörer.  
År 2022 förvärvades SkolPool och elevhälsoarbetet sker under namnet Klara SkolPool. Klara Skolpool förser den medicinska elevhälsan med skolsköterska och skolläkare och bemannar övrig elevhälsa med skolkurator, skolpsykolog, specialpedagog samt studie- och yrkesvägledare.   
Klara grundades 1994 och är genom Ambea noterat på NASDAQ i Stockholm. 
Klara är ett auktoriserat bemanningsföretag, ISO-certifierat och medlem i bransch- och arbetsgivarorganisationen Kompetensföretagen.